# Mitrofan (Jurczuk)
Mitrofan, imię świeckie Mychajło Iwanowycz Jurczuk (ur. 19 listopada 1962 w Biłohirii, zm. 18 czerwca 2021) – biskup Ukraińskiego Kościoła Prawosławnego Patriarchatu Moskiewskiego.

## Życiorys
Urodził się w religijnej rodzinie w regionie Chmielnickiego. Jego ojciec był stolarzem, matka – wychowawczynią przedszkolną. 
Po ukończeniu szkoły średniej w latach 1981–1983 odbywał zasadniczą służbę wojskową. W 1987 ukończył naukę w seminarium duchownym w Odessie i rozpoczął wyższe studia teologiczne w Moskiewskiej Akademii Duchownej. W 1988, w ramach wymiany studentów, przeniósł się na Chrześcijańską Akademię Teologiczną w Warszawie, gdzie w 1993 uzyskał tytuł magistra teologii. W czasie studiów, 21 sierpnia 1990, złożył wieczyste śluby mnisze, przyjmując imię Mitrofan na cześć św. Mitrofana z Woroneża. 1 września 1990 został hierodiakonem, zaś 16 września tego samego roku – hieromnichem. Na jego decyzję o wstąpieniu do monasteru wpływ miała korespondencja z archimandrytą Cyrylem (Pawłowem) z ławry Troicko-Siergijewskiej.
W 1994 wrócił na Ukrainę. Został wykładowcą seminarium i Akademii Duchownej w Kijowie, zamieszkując na stałe w ławrze Peczerskiej. Otrzymał kolejno godności ihumena (1994) i archimandryty (1995). W Akademii Duchownej był kolejno inspektorem i prorektorem.
30 lipca 2000 miała miejsce jego chirotonia na biskupa pomocniczego eparchii kijowskiej z tytułem biskupa perejasławsko-chmielnickiego. W 2000 został kanclerzem Ukraińskiego Kościoła Prawosławnego Patriarchatu Moskiewskiego. W 2003 otrzymał godność arcybiskupa. Od 2006 kierował komisją Ukraińskiego Kościoła Prawosławnego Patriarchatu Moskiewskiego ds. dialogu z Ukraińskim Autokefalicznym Kościołem Prawosławnym. 31 maja 2007 objął katedrę białocerkiewską i bogusławską. W czerwcu 2011 w Białej Cerkwi został na jego wniosek zorganizowany monaster św. Serafina z Sarowa, którego został pierwszym przełożonym.
W 2011 r. wszedł w skład Wyższej Rady Cerkiewnej Ukraińskiego Kościoła Prawosławnego Patriarchatu Moskiewskiego. W maju 2012 Święty Synod Ukraińskiego Kościoła Prawosławnego przeniósł go na stanowisko kierownika Wydziału Zewnętrznych Stosunków Cerkiewnych Kościoła, zwalniając go zarazem z obowiązków jego kanclerza. W lipcu tego samego roku został przeniesiony na katedrę ługańską. W 2014 otrzymał godność metropolity.
Zmarł w 2021 r. na zawał serca. Pochowany na cmentarzu przy cerkwi akademickiej Narodzenia Matki Bożej w ławrze Peczerskiej.